# Gerygone
Genre
Gerygone est un genre d’oiseaux passereaux de la famille des Acanthizidae.

## Taxonomie
À la suite de l'étude phylogénique de Nyári et Joseph (2012), le Congrès ornithologique international, dans sa classification de référence (version 5.2, 2015), déplace l'ex Gérygone grise (Gerygone cinerea) dans le genre Acanthiza, où elle devient Acanthiza cinerea.

## Liste d'espèces
Selon la classification de référence du Congrès ornithologique international (version 14.1, 2024) :
- Gerygone mouki – Gérygone brune
- Gerygone igata – Gérygone de Nouvelle-Zélande
- Gerygone modesta – Gérygone de Norfolk
- †Gerygone insularis – Gérygone de Lord Howe
- Gerygone albofrontata – Gérygone des Chatham
- Gerygone flavolateralis – Gérygone mélanésienne
- Gerygone citrina – Gérygone de Rennell
- Gerygone ruficollis – Gérygone à cou brun
- Gerygone sulphurea – Gérygone soufrée
- Gerygone dorsalis – Gérygone à flancs roux
- Gerygone levigaster – Gérygone des mangroves
- Gerygone inornata – Gérygone terne
- Gerygone fusca – Gérygone à queue blanche
- Gerygone tenebrosa – Gérygone blafarde
- Gerygone magnirostris – Gérygone à bec fort
- Gerygone hypoxantha – Gérygone de Biak
- Gerygone chrysogaster – Gérygone à ventre jaune
- Gerygone chloronota – Gérygone à dos vert
- Gerygone olivacea – Gérygone à gorge blanche
- Gerygone palpebrosa – Gérygone enchanteresse